# Lluís Miquel Santillana i Fraile
Lluís Miquel Santillana i Fraile ha estat un dels grans jugadors del bàsquet català de les dècades de 1970 i 1980.
Va néixer a Barcelona el 13 d'agost de 1951. Amb 2,05 metres d'alçada, fou un dels millors pivots estatals del seu temps. Era dretà. Es formà a les categories inferiors del Joventut de Badalona i fou amb la Penya que es mantingué més anys a l'elit del basquetbol (catorze anys) aconseguint una Copa Korac, així com diverses Lligues i Copes d'Espanya. L'any 1981, quan tenia 30 anys es retirà del basquetbol, però una temporada després, el 1982, sorprenentment, tornà a la competició fitxant pel Futbol Club Barcelona amb qui aconseguí nous títols. De nou es retirà el 1984, però el 1985 tornà a reaparèixer per jugar al Cartagena de Tercera Divisió. Fou 160 cops internacional amb Espanya amb la qual aconseguí la medalla de plata a l'Europeu de Barcelona'73.

## Trajectòria esportiva
- Club Joventut de Badalona: 1967-1981
- FC Barcelona: 1982-1984
- Cartagena: 1985-1986

## Palmarès
- 2 Lligues espanyoles: (1977-78, 1982-83)
- 3 Copes del Rei: (1968-69, 1975-76, 1982-83)
- 1 Copa Korac: (1980-81)
- Medalla de Plata a l'Eurobasket de Barcelona'1973
- A més fou subcampió de la Copa d'Europa el 1983-84